# Sartinesu
Sartinesu  (francisée en sartenais) est une appellation en langue corse désignant une typicité, un savoir-faire, un terroir pour des fromages fermiers français, produits en Corse et concordant avec le « type Sartinesu ». Cette appellation d'origine tire son nom de Sartène, une commune située au sud de l'île. 
L'aire géographique de production est la microrégion étendue sur les vallées du Taravo et du Rizzanese, ainsi que sur l'extrême sud de l'île où beaucoup de producteurs fermiers sont aujourd'hui sédentarisés. Sur la centaine qu'ils sont, quelques dizaines continuent de transhumer l'été sur le Pianu ou les contreforts du plateau du Coscione (Cusciò).

## Présentation
C'est un fromage de forme cylindrique, à talon droit ou légèrement concave, de 15 à 20 cm de diamètre et de 8 à 10 cm de hauteur, pour un poids variant entre 1,5 et 2,5 kg. Sa pâte, de couleur blanche à jaune pâle que protège une croûte épaisse, est de texture serrée et friable à la coupe après affinage. Son taux de matière grasse varie entre 45 et 50 % pour un extrait sec de 55 à 60 %.

## Fabrication
Il est fabriqué à base de lait de brebis et/ou de chèvre, principalement dans le sud de la Corse, c'est un fromage à pâte pressée non cuite, à croûte sèche qui ressemble beaucoup à celui fabriqué en Sardaigne, l'île voisine.
C'est un fromage de garde qui peut permettre de faire la « soudure » d'une campagne à l'autre. Les fromages d'hiver, de début de campagne se conservent mieux que ceux de printemps ou d'été. Son épaisse croûte protège sa pâte qui a évolué vers un état de décomposition avancée. 
Il faut le savoir-faire ancestral des éleveurs pour le fabriquer. Avant d'être emprésuré, le lait est réchauffé dans un chaudron, entre 34 et 37 °C. Après un temps total de caillage de près d'une heure, le caillé est rompu à la main ou avec un instrument de bois jusqu'à ce qu'il prenne un aspect liquide avec des grains de la taille du millet. Le caillé est ensuite prélevé dans le sérum encore chaud, rassemblé délicatement avec les mains jusqu'à obtenir un seul bloc immergé au fond du chaudron. Ce bloc est découpé en portions adaptées à la taille des moules. Un cadre de bois posé sur l'ouverture du chaudron permet de recueillir le sérum expulsé. Ce pressage manuel est souvent complété par un pressage mécanique. Après salage, généralement 24 h en saumure non saturée, le fromage frais est disposé sur des claies de bois pour terminer l'égouttage et sécher. Il est enfin placé pendant au moins soixante jours en cave d'affinage, fraîche et humide où il est retourné régulièrement pour obtenir une forme régulière et une croûte bien sèche.

## Consommation

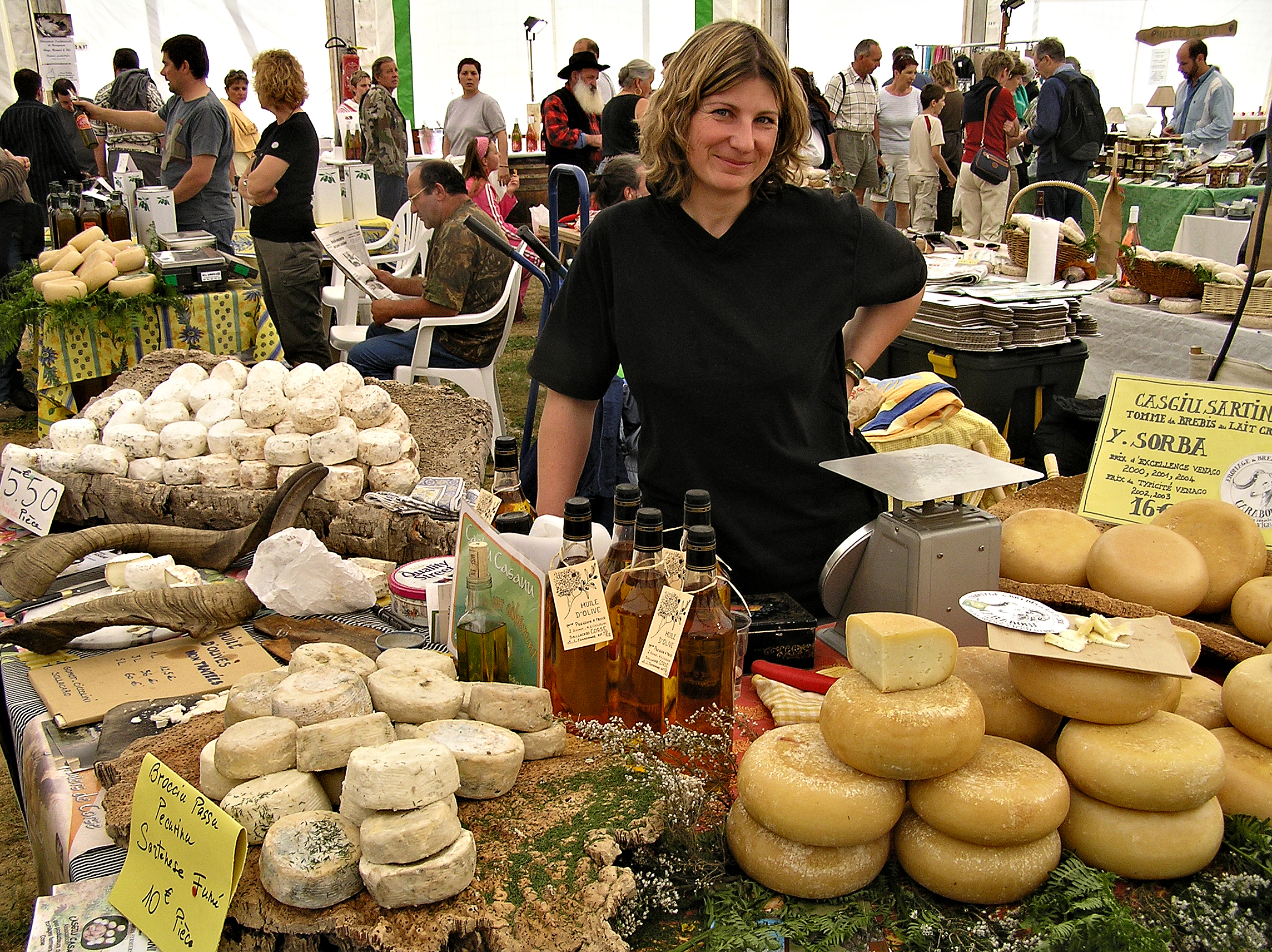
Stand du sartenais à la Fiera di u Casgiu 2005.

Sa saveur douce et son odeur faible le font apprécier par de nombreux consommateurs. À l'état frais il est utilisé dans des préparations culinaires. Il est généralement consommé en fin de repas.
Fromage de garde, il est consommable toute l'année. 
Le sartinese est présenté chaque année à la foire régionale du fromage, a Fiera di u Casgiu qui se tient en juin au lieu-dit « la Piscine » à Venaco.

### Vins conseillés
- Vin de Sartène rouge
- Vin de Porto-Vecchio rouge